# Provisorischer niederösterreichischer ständischer Ausschuss
Der provisorische niederösterreichische ständische Ausschuss war in der Revolution von 1848/1849 im Kaisertum Österreich eine Vorform eines Landesparlamentes in Niederösterreich.

## Geschichte
In Niederösterreich bestanden historisch die Niederösterreichischen Landstände. In der Märzrevolution wurde die Forderung nach einer Volksvertretung laut. Die Stände beschlossen am 15. März, einen ständischen Ausschuss zu bilden, der um gewählte Vertreter ergänzt werden sollten. Dieser provisorische niederösterreichische ständische Ausschuss sollte eine Verfassung beraten und den Weg für einen Landtag frei machen. Er wählte Vertreter in den Ständischen Zentralausschuss, der auf Reichsebene eine ähnliche Aufgabenstellung hatte. Daneben wählte er Victor Franz von Andrian-Werburg und Anastasius Grün in das Vorparlament.
Der provisorische niederösterreichische ständische Ausschuss bestand zunächst aus 24 Mitglieder, die zur Hälfte von den Niederösterreichischen Ständen und zur Hälfte vom Bürgerausschuss der Stadt Wien gewählt wurden. Ab dem 17. April kamen vier Abgeordnete für die 18 mitleidenden Städte und am 27. April zwei Abgeordnete der nichtständischen Giltenbesitzer hinzu.
Er trat in 15 Sitzungen zusammen. Neben einem Gesetz über die Grundlastenablösung wurde auch ein Wahlgesetz für einen Landtag beschlossen. Dieser wurde jedoch am 15. Juni abgesagt und trat nie zusammen. Erst 1861 wurde ein Landtag von Niederösterreich eingerichtet.

## Liste der Abgeordneten
| Kurie                            | Abgeordneter                       | Anmerkung                                                                                    |
| -------------------------------- | ---------------------------------- | -------------------------------------------------------------------------------------------- |
| Landeshauptmann als Vorsitzender | Albert Graf von Montecucculi       |                                                                                              |
| Bürgerausschuss                  | Alexander Bach                     |                                                                                              |
| Stände                           | Graf August Breuner                |                                                                                              |
| Stände                           | Graf Ferdinand Colloredo-Mannsfeld |                                                                                              |
| Stände                           | Freiherr Anton Doblhoff-Dier       |                                                                                              |
| Bürgerausschuss                  | Carl Gerold                        | wurde in die Frankfurter Nationalversammlung gewählt. Nachfolger wurde Johann Langer         |
| Bürgerausschuss                  | Theodor Hornbostel                 | wurde in die Frankfurter Nationalversammlung gewählt. Nachfolger wurde Josef Voigt           |
| Stände                           | Graf Heinrich Hoyes                |                                                                                              |
| Bürgerausschuss                  | Anton Hye                          |                                                                                              |
| Bürgerausschuss                  | Franz Jacks                        |                                                                                              |
| Stände                           | Ritter Carl Kleyle                 |                                                                                              |
| Bürgerausschuss                  | Johann Mayer                       |                                                                                              |
| Stände                           | Ritter Georg Mitis                 |                                                                                              |
| Stände                           | Wilhelm Prälat von Mölk            | Stift Melk                                                                                   |
| Stände                           | Johann Freiherr von Moser          |                                                                                              |
| Stände                           | Bernhard Prälat von Neustadt       | Stift Neukloster                                                                             |
| Stände                           | Graf Anton Pergen                  |                                                                                              |
| Bürgerausschuss                  | Franz Plasun                       |                                                                                              |
| Bürgerausschuss                  | Ludwig Robert                      |                                                                                              |
| Bürgerausschuss                  | Ernest Schilling                   | wurde in die Frankfurter Nationalversammlung gewählt. Nachfolger wurde Johann Kaspar Seiller |
| Stände                           | Anton Ritter von Schmerling        | wurde in die Frankfurter Nationalversammlung gewählt. Nachfolger wurde Graf Moritz Fries     |
| Bürgerausschuss                  | Matthäus Sieß                      |                                                                                              |
| Bürgerausschuss                  | Michael Spörlin                    |                                                                                              |
| Stände                           | Andreas Freiherr von Stifft        |                                                                                              |
| Bürgerausschuss                  | Leopold von Wertheimstein          |                                                                                              |
| Bürgerausschuss                  | Johann Kaspar Seiller              | als Nachfolger von Ernest Schilling                                                          |
| Bürgerausschuss                  | Josef Voigt                        | als Nachfolger von Theodor Hornbostel                                                        |
| Bürgerausschuss                  | Johann Langer                      | als Nachfolger von Carl Gerold                                                               |
| Stände                           | Graf Moritz Fries                  | als Nachfolger von Anton von Schmerling                                                      |
| mitleidende Städte               | Ferdinand Dienstl                  | Syndikus von Krems                                                                           |
| mitleidende Städte               | Aloys Mechtler                     | Bürgermeister von Klosterneuburg                                                             |
| mitleidende Städte               | Anton Gutsch                       | Syndikus von Perchtoldsdorf                                                                  |
| mitleidende Städte               | Eduard Huber                       | Syndikus von Hainburg                                                                        |
| mitleidende Städte               | Michael Kriechbaum                 | Syndikus von Klosterneuburg, als Stellvertreter                                              |
| mitleidende Städte               | Aloys Fischer                      | Syndikus von Gumpoldskirchen, als Stellvertreter                                             |
| nichtständische Giltenbesitzer   | Josef Neumann                      |                                                                                              |
| nichtständische Giltenbesitzer   | Josef Wimmer                       |                                                                                              |

Ersatzmänner waren:
- Ritter Friedrich Lichtenfels (Stände)
- Ritter Raimund Manner (Stände)
- Freiherr August Thysebaert (Stände)
- Freiherr Karl Tinti (Stände)